# CBS Disques
Pour les articles homonymes, voir CBS.
CBS Disques, créée en 1963, est la filiale française du label américain Columbia Records. CBS Disques est rebaptisée Columbia et est distribuée par Sony Music depuis 1991. La maison de disques a été dirigée par Jacques Souplet entre 1965 et 1977, puis par Alain Lévy entre 1978 et 1984. Le fils de Jacques Souplet, Jean-Jacques, en a été directeur artistique et est à l'origine de nombreuses carrières.

## Liste alphabétique non exhaustive des artistes du label CBS Disques/Columbia (France)
- Patrick Abrial
- Salvatore Adamo
- Jay Alanski
- Marcel Amont
- Armens
- les Avions
- François Béranger
- Richard Berry
- Louis Bertignac
- Olivier Bloch-Lainé
- Mike Brant
- Dany Brillant
- Buzy
- Francis Cabrel
- Jean-Patrick Capdevielle
- Caravelli
- Alain Chamfort
- Philippe Chatel
- Louis Chedid
- Pierre Chérèze
- Gigliola Cinquetti
- Petula Clark
- Barbara
- Jean-François Coen
- Pia Colombo
- les Compagnons de la chanson
- Annie Cordy
- Joe Dassin
- Dave
- Daniel Facérias
- F. R. David
- Lizzy Mercier Descloux
- 12'5
- Jacques Dutronc
- Edith Nylon
- Elli & Jacno
- Claude Engel
- Extraballe
- Léo Ferré
- Nino Ferrer
- la Fiancée Du Pirate
- Michel Fugain
- Jean-Jacques Goldman
- Chantal Goya
- Thierry Hazard
- Julio Iglesias
- Indochine
- les Irrésistibles
- Jungle A Ferraille
- Patricia Kaas
- Kent
- Killdozer
- Marie Laforêt
- Catherine Lara
- Patricia Lavila
- Gérard Lenorman
- Clémence Lhomme
- Roland Magdane
- Colette Magny
- Jeane Manson
- Guy Mardel
- Art Mengo
- Jean-Christian Michel
- Gilbert Montagné
- Yves Montand
- les Objets
- Partenaire particulier
- Nicolas Peyrac
- Julie Pietri
- Richard Pinhas
- Jakie Quartz
- Dick Rivers
- Rockin' Rebels
- David Salsedo
- Emmanuelle Seigner
- Shakin' Street
- William Sheller
- Speed Queen
- Starshooter
- Alan Stivell
- Stocks
- Umberto Tozzi
- Pierre Vassiliu
- Lydia Verkine
- WC3